# کوه‌خرگوش‌دد
کوه‌خرگوش‌دد (نام علمی: Hyracotherium) نام یک سرده از تیره اسبیان است.